# Eva Belaise
Eva Maria Belaise (* 15. Januar 1927 in Livorno; † 28. Juni 2008 ebenda) war eine italienische Schwimmerin.

## Karriere
Belaise nahm erstmals 1950 im Rahmen der Schwimmeuropameisterschaften an internationalen Schwimmwettkämpfen teil. Zwei Jahre später gehörte sie zur italienischen Mannschaft bei den Olympischen Spielen in Helsinki. Dort erreichte sie mit der Staffel über 4 × 100 m Freistil den neunten Rang.